# Ногтев, Василий Андреевич
Князь Василий Андреевич Ногтев — сын боярский, голова и воевода на службе у московских князей Ивана III и Василия III.
Из княжеского рода Ногтевы. Князь Василий Андреевич — рюрикович в XVIII колене — единственный сын князя А. А. Ногтя, потомок князей Шуйских. Не следует путать с Василием Андреевичем Ногтевым-Ноготком — его младшим современником, также князем и воеводой, но из князей Оболенских.

## Биография

### Служба у Ивана III
В 1470-х - середине 1480-х годов упомянут в меновой записи с И.М. Посульщиковым. В 1492 и 1495 годах сопровождал Ивана III в его походе на Новгород. В 1495 году упомянут в списке дворовых, причём назван с "вичем", что говорит о его высоком статусе и вполне солидном возрасте. Вероятно, но еще сохранял права служилого князя.

#### Служба у Василия III
В 1514 году письменный голова, принял участие в походе из Тулы на Смоленск с детьми боярскими. В 1515 году первый воевода Сторожевого полка в Туле. В августе 1528 года был первым воеводой Калуге, затем переведён в Каширу и был оставлен там первым воеводой после ухода из Каширы войск в Ростиславль-Рязанский для помощи князю Ф. М. Мстиславскому против крымского царевича Ислам Гирея. В марте 1529 года был первым воеводой в Серпухове, а в мае того же года переведён первым воеводой в Каширу. В 1533 году упомянут воеводой при нашествии крымских татар на Коломну.
Упомянут в летописце, как родственник Сабуровым: "В лето 14, ноября 4, женился князь великий Василий Иоанович, понял дочь Юрия Сабурова, именем Соломаниду, внука князя Василья Ноктева" (Сын Константина Фёдоровича Сабурова Сверчка, князь Юрий Константинович являлся тестем великого князя Василия III).

## Семья
От брака с некой Анной имел детей:
- Князь Ногтев Семён Васильевич (ум. до 1533) — в 1502 году послан в Казань первым для хранения и присмотра за казанским царём Магмет-Амином.
- Князь Ногтев Иван Васильевич — дворянин, в 1492 и 1495 годах участвовал в государевых походах на Новгород. В 1517/18 годах послух в грамоте Сабуровых данных Троице-Сергиеву монастырю[4]. В 1528 году первый воевода в Калуге.
- Князь Ногтев Василий Васильевич — известен по родословным, бездетный, погиб в 1506 году под Казанью[5].